# Caucones
Pour les articles homonymes, voir Caucones (homonymie).
Les Caucones (en grec ancien Καύκωνες / Kaúkōnes) sont un peuple antique d'Anatolie.
Selon l'historien Hérodote entre autres, ils ont été déplacés ou absorbés par les Bithyniens lors de leurs migrations, alors qu'ils n'étaient encore que quelques clans de langue indo-européenne originaires de Thrace. Les Bithyniens de Thrace ont eux-mêmes été soumis et englobés par les Mysiens ; de ces migrations invasives, seuls les Mariandynes, établis au nord-est de ce qui deviendra la Bithynie, maintinrent leur indépendance culturelle. À l'époque de Strabon, on ne parle déjà plus de leur nom. 

## Les Caucones chez Homère
Ces Caucones ont été situés par certains en Paphlagonie . 
Ils sont mentionnés (sans précision sur leur origine géographique) à deux reprises par Homère dans l’Iliade. Ils ne figurent pas au Catalogue des vaisseaux du chant II. 
1) Chant X, 429 (la Dolonie) : Dolon dit que les campements des alliés troyens installés côté mer sont ceux des Cariens, des Péoniens, des Lélèges, des Caucones et des Pélasges. 
2) Chant XX, 291-340 : Poséidon ne veut pas qu'Énée soit tué par Achille. Le dieu aveugle Achille & enlève Enée du combat & le dépose "à l'extrême bord de la bataille bondissante, où les Caucones justement s'armaient pour le combat."
On trouve également une référence aux Caucones dans l'Odyssée, chant III, v. 366. Mentor (Athéna) prétend s'y rendre le lendemain de la visite de Télémaque à Nestor, pendant que celui-ci se rendra à Sparte pour questionner Ménélas. Mais la référence est également allusive.